# خواب مصنوعی
خواب مصنوعی نوعی حالت است که در آن شخص توسط عواملی نوعی بی‌حسی و بیحالی در بدنش به وجود می‌آید و در این حالت نمی‌توان فرد مذکور را بیدار کرد و این برخلاف خواب طبیعی است که در آن اگر به شخصی که خواب است ضربه‌ای وارد شود او از خواب بیدار می‌شود اما در خواب مصنوعی حتی با ایجاد محرک درد نیز نمی‌توان شخص را بیدار کرد. در خواب مصنوعی شخصی به عنوان عامل دخالت دارد و باعث می‌شود که شخص مذکور باطن و روانش تحت کنترل شخص عامل قرار گرفته و مطیع عامل بشود.

## استقلال شعور باطن از شعور ظاهر
در بعضی خواب‌های مصنوعی شخص را خواب نمی‌کنند بلکه قسمتی یا عضوی از بدنش را تحت کنترل می‌گیرند یا آن قسمت را بیحس می‌کنند مثلاً دست شخص را بی‌حس می‌کنند یا آن را در حالتی خاص قرار می‌دهند. در این حالت فرد هوشیار است اما کنترلی بر عضو مذکور ندارد.

## تاریخچه خواب مصنوعی
تاریخچه کاربرد خواب مصنوعی به زمان رهبران مذهبی، پزشک‌های جادوگر، حکیم‌ها و شمن‌ها بازمی‌گردد. طالع‌بین‌های مصر و یونان باستان برای اجرای درمان‌های گوناگون وارد حالت خلسه می‌شدند. پاراسِلسوس (۱۵۴۱–۱۴۹۳) تأثیر شفابخش اجرام آسمانی و آهن‌ربا را توضیح داد. او می‌گفت نیروی مغناطیسی، نیرویی درمانگر است.
خواب مصنوعی با هیپنوتیزم متفاوت است.

## تأثیر خواب مصنوعی در زمان حاضر
امروزه بسیاری از پزشکان و روانشناسان در این زمینه آموزش می‌بینند و این را به عنوان یک روش کارآمد استفاده می‌کنند. خواب مصنوعی ابزاری ارزشمند در پزشکی و روان‌درمانی است و اکثر دانشمندان آن را به رسمیت شناخته و استفاده می‌کنند.